# Orbiniidae
Orbiniidae – rodzina wieloszczetów z infragromady Scolecida i rzędu Orbiniida.

## Taksonomia
Rodzina opisana została w 1942 roku Willarda D. Hartmana.

## Opis
Orbiniida o bocznych parapodiach w rejonie tułowiowymi i, zazwyczaj, grzbietowych w rejonie odwłokowym. Prostomium bez przydatek. 1 lub 2 nieuszczecinione segmenty z przodu ciała. Obecny woreczkowaty ryjek (proboscis). Wszystkie szczeciny proste, wliczając kapilarne, prosto haczykowate oraz czasem szczotkowato zakończone i widełkowate.

## Systematyka
Zalicza się tu 22 rodzaje:

- Berkeleyia Hartman, 1971
- Califia Hartman, 1957
- Falklandiella Hartman, 1967
- Leitoscoloplos Day, 1977
- Leodamas Kinberg, 1866
- Methanoaricia Blake, 2000
- Microrbinia Hartman, 1965
- Naineris Blainville, 1828
- Orbinia Quatrefages, 1865
- Orbiniella Day, 1954
- Paraorbiniella Rullier, 1974
- Pettibonella Solis-Weiss & Fauchald, 1989
- Phylo Kinberg, 1866
- Proscoloplos Day, 1954
- Protoaricia Czerniavsky, 1881
- Protoariciella Hartmann-Schroder, 1962
- Questa Hartman, 1966
- Schroederella Laubier, 1962
- Scoloplella Day, 1963
- Scoloplos Blainville, 1828
- Scoloplosia Rullier, 1972
- Uncorbinia Hartmann-Schröder, 1979